# Ираклија
Ираклија (грч. Ηράκλεια) је општина у Грчкој. По подацима из 2011. године број становника у општини је био 21.145.

## Становништво
| 2011.  |
| ------ |
| 21,145 |